# Комар, Анатолий Григорьевич
Анатолий Григорьевич Комар (1928, станица Курчанская, Северо-Кавказский край — 23 ноября 1943, деревня Онуфриевка, Кировоградская область) — советский военнослужащий, участник Великой Отечественной войны, разведчик 332-й разведывательной роты 252-й стрелковой дивизии 53-й армии, 2-го Украинского фронта, рядовой. Закрыл своим телом амбразуру пулемёта, самый молодой среди известных воинов, совершивших такой подвиг.

## Биография
Родился в 1928 году в станице Курчанская (ныне — Темрюкского района), в раннем возрасте вместе со своей семьёй он переехал в Славянск. С началом войны у 12-летнего мальчика на фронт ушёл отец. После оккупации Славянска (28 октября 1941) Анатолий вместе с матерью и двумя малолетними братьями перебрался под Полтаву в село Бригадировка. Во время оккупации помогал раненым советским лётчикам, за что четыре дня провёл в комендатуре, был избит.
В сентябре 1943 года, 252-я стрелковая дивизия продвигалась к Днепру в ходе Черниговско-Полтавской операции и вела бои в районе Бригадировки. Анатолий, зная местность, вызвался провести группу разведчиков в тыл противника, а после выполнения задания сумел уйти вместе с разведротой на фронт в качестве сына полка. По некоторым сведениям, за разведку переправ через Днепр в конце сентября 1943 года был награждён медалью «За отвагу». После переправы через Днепр принимал участие в тяжёлых боях на плацдарме южнее Кременчуга, выполнял задания по разведке.
В ходе Знаменской операции дивизия начала наступление в общем направлении на Александрию — Знаменку. На пути наступления лежала деревня Онуфриевка. Анатолий Комар вошёл в состав разведгруппы под командованием младшего лейтенанта Колесникова, и восточнее Онуфриевки, группа углубилась в тыл противника. Неожиданно появился легковой автомобиль, который группа забросала гранатами, и откуда захватила топографическую карту с отметками. Командир группы принял решение немедленно прервать выполнение задания и вернуться, чтобы доставить важную карту. На обратном пути группа была обнаружена. Путь к переднему краю советских войск перекрывался огнём из пулемёта, установленного на бруствере. Анатолий Комар подобрался к пулемёту и бросил гранату в окоп. Пулемёт смолк, разведгруппа начала отход, но в этот момент пулемёт вновь открыл огонь, угрожая уничтожить группу. Тогда Анатолий Комар поднялся и накрыл пулемёт своим телом.
После войны следопыты отыскали место захоронения Анатолия Комара и перезахоронили прах в селе Онуфриевка. 6 апреля 1985 года, к 40-летию Победы Анатолий Комар был посмертно награждён орденом Отечественной войны 2-й степени.

## Память
Имя Анатолия Комара было присвоено пионерским отрядам нескольких школ Украины, Славянской средней школы № 11, пионерской дружине Онуфриевской средней школы. В честь героя названы улицы в Онуфриевке и Славянске, воздвигнуты памятники в Славянске и на месте гибели. Один из теплоходов Мурманского пароходства носит имя «Анатолий Комар»..